# Кампомарино
Кампомарино (итал. Campomarino) је насеље у Италији у округу Кампобасо, региону Молизе.
Према процени из 2011. у насељу је живело 4538 становника. Насеље се налази на надморској висини од 54 м.

## Становништво
| 1931. | 1936. | 1951. | 1961. | 1971. | 1981. | 1991. | 2001. | 2011. |
| ----- | ----- | ----- | ----- | ----- | ----- | ----- | ----- | ----- |
| 1.682 | 1.880 | 2.844 | 3.706 | 3.972 | 5.482 | 5.818 | 6.310 | 7.068 |